# Club Atlético Atlanta
El Club Atlético Atlanta és un club de futbol argentí de la ciutat de Buenos Aires, al barri de Villa Crespo. Fou fundat el 12 d'octubre de 1904 i el nom l'adoptà pel terratrèmol que patí la ciutat d'Atlanta, als Estats Units, per aquelles dates.

## Palmarès
- Primera B:
  - 1956[1]

- Copa Suecia:
  - 1958

- Primera B Nacional: 
  - 1983

- Primera B Metropolitana: 
  - Clausura 1995

- Primera B Metropolitana: 
  - Apertura 2003

## Galeria

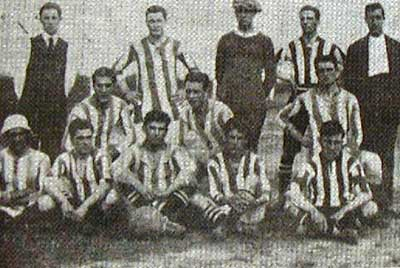
Equip del 1908
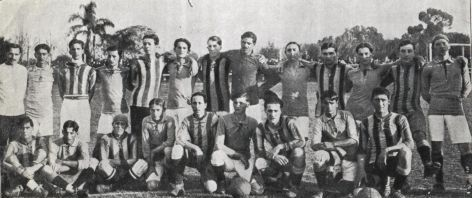
Equip del 1915
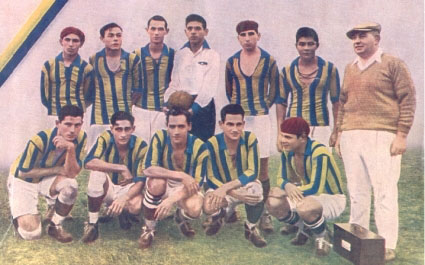
Equip del 1933
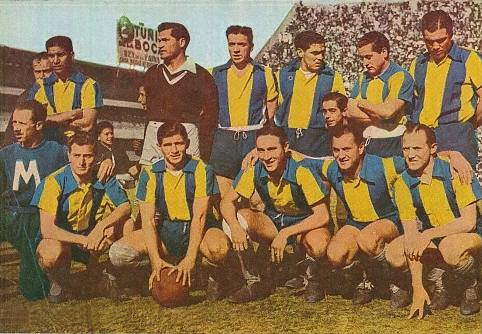
Equip del 1947
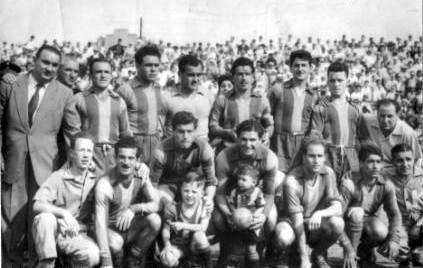
Equip del 1956
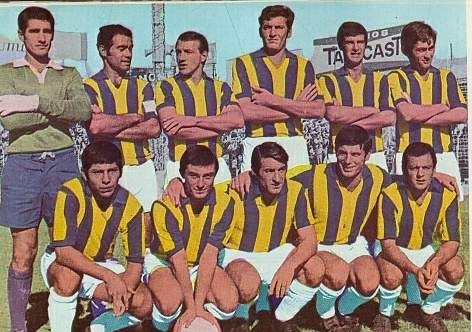
Equip del 1969